# Joias da Coroa Dinamarquesa

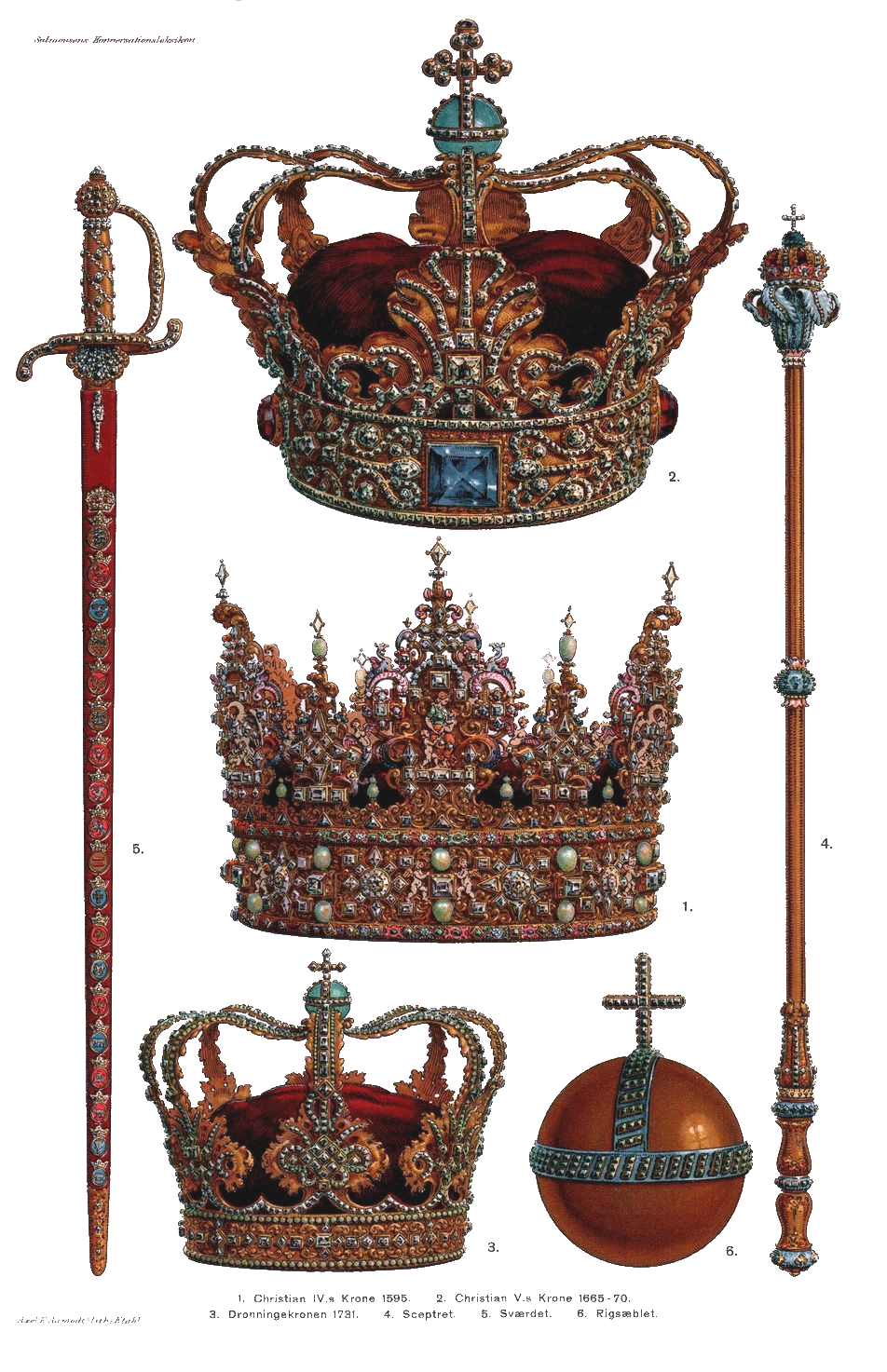
1. Coroa de Cristiano IV 1595. 2. Coroa de Cristiano V 1665-70. 3. A coroa das rainhas 1731. 4. Cetro. 5. Espada do Estado. 6. Globus cruciger.

As Joias da coroa dinamarquesa são os símbolos da monarquia dinamarquesa. Elas consistem de três coroas, um cetro (que simboliza a autoridade suprema), uma esfera (a cruciger globus , simbolizando o reino terrestre encimado por uma cruz), uma espada de estado e uma ampola.
As insígnias reais dinamarquesas são mantidas no Castelo Rosenborg. A mais antiga delas é a espada de Estado de 1551 de Cristiano III. Elas incluem ainda os diamantes do rei Cristiano IV; pérola ea ouro, bordados selas; objetos esculpidos em marfim e pedra de cristal, peças de lapidação de pedras preciosas, e broches em forma de animais fantásticos.

## História
Durante o tempo dos monarcas eletivos , o clero e a nobreza colocaram a coroa sobre a cabeça do rei, na cerimônia de coroação.
Após a introdução do absolutismo, em 1660, a coroação do rei foi substituída por unção, para que o rei chegou na igreja com a coroa e foi consagrada a sua vocação de ser ungido com óleo. Para a unção de Cristiano V , uma nova coroa foi feita juntamente com um trono de narval dentes (supostamente o mítico unicórnio 's chifre) e três leões de prata, este último criado por Ferdinand Küblich . Isto foi inspirado pela descrição bíblica do trono do rei Salomão , que dizia ser composto de chifre de unicórnio de ouro e guardada por doze leões dourados.

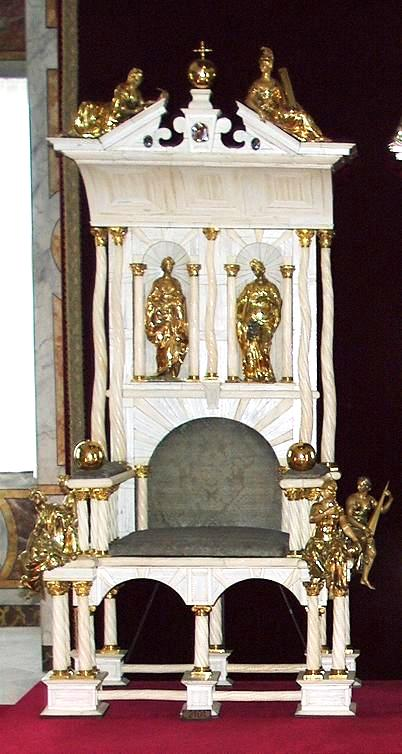
O trono da Dinamarca, localizado no Castelo Rosenborg. Há uma lenda que diz que ele é feito de chifres de unicórnios, mas na realidade, são presas de baleia narval.

Com a Constituição de 1849, da unção era descontinuado e, desde então, as joias da coroa foram apenas utilizadas por ocasião de um monarca falecido castrum doloris ("campo de aflição"), onde a coroa é colocada sobre o caixão, as outras regalias são colocadas ao pé do caixão, e o caixão rodeado pelos três leões. Os leões foram anteriormente também exibidos no Parlamento na sessão de abertura anual, mas esta tradição foi interrompida há quase 100 anos. Eles também foram exibidos diante do trono na sala do trono do Palácio de Christiansborg, quando os reis dinamarqueses concediam audiências particularmente em ocasiões formais.
Rosenborg também abriga quatro conjuntos ( `parures` ) de Joias da Coroa ainda usado por Sua Majestade a Rainha da Dinamarca , e a Regalia Real que deu ao monarca a sua autoridade para governar. Ele inclui a coroa do rei Cristiano IV, que é um bom exemplo da Renascença gildswork, a coroa mais conhecida do rei Cristiano V e uma pequena coroa de consorte do rei. A Colecção Real tem outros itens importantes e joias, bem como preciosos livros de orações e itens pertencentes à Ordem do Elefante e a Ordem Real do Dannebrog (como o grande diamante e estrela pérola da Ordem do Elefante usado no manto da coroação).

## A antiga regalia
A regalia de termo antigo é usada para descrever a regalia da coroa usada antes da introdução da monarquia em 1660.

### A coroa de Cristiano IV

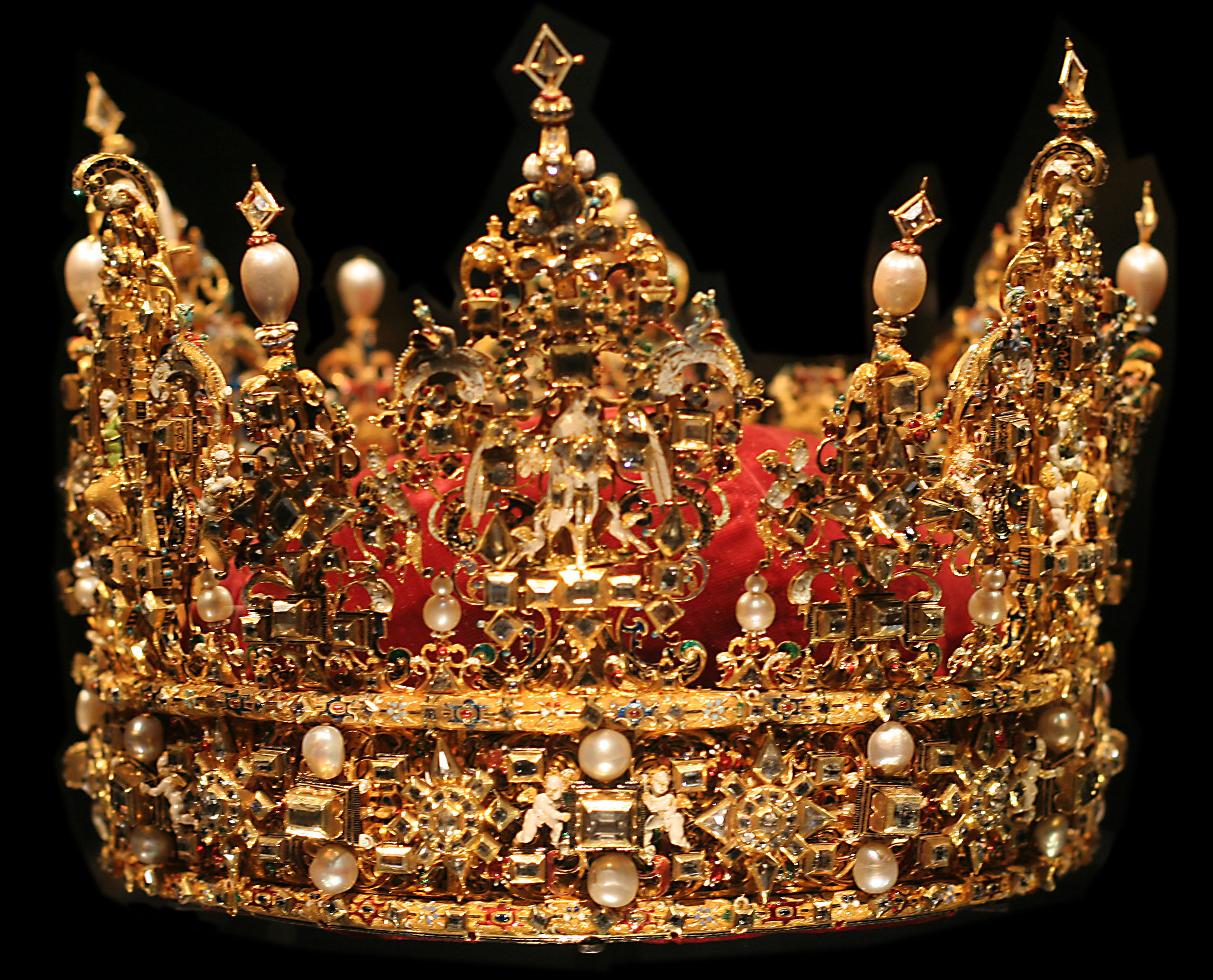
A coroa do rei Cristiano IV

A coroa foi feita por Didrik Fyren em Odense ajudado por o ourives de Nuremberg Corvinius Saur, nos anos de 1595-1596 para a coroação de Cristiano IV. É feita de ouro, esmalte, tabela de corte de pedras preciosas e pérolas e pesa 2895 g.
A medalha é ornamentada com seis conjuntos de mesa cortar diamantes entre duas grandes pérolas redondas com putti esmaltado em ambos os lados. Entre cada um desses conjuntos são enfeites de estrelas como triangular e mesa quadrada cortar diamantes. A borda superior da medalha são seis grandes e seis pequenos arabescos-como pontos. No centro de cada um dos pontos de maiores é uma figura alegórica esmaltada de um dos Reis governando virtudes e funções. Os três pontos acima da testa de Reis e atrás de cada um de seus ursos de orelhas, um pelicano na sua abnegação. O ponto à direita da testa Reis tem uma representação de Fortitude montando um leão, enquanto que do lado esquerdo traz a imagem da Justiça como uma mulher segurando uma espada e um par de escalas. O ponto acima da parte traseira do pescoço Reis tem a imagem tradicional da caridade como uma mãe amamentando seu filho. No interior, estes pontos estão decorados com os brasões de armas de várias regiões do Reino. Seis pontos menores tem um design de estrelas, como em trianglar e em forma de diamantes de mesa quadrada com uma pera grande pérola no seu topo.
Originalmente uma coroa aberta, em 1648, que foi fechada com arcos e uma esfera, e a Cruz, mas Cristiano V mais tarde removido estes novamente, usando os diamantes e o ouro em fazer da sua própria coroa. Ele foi usado pela última vez na coroação de Frederico III de 1648.

### Espada de Estado de Cristiano III
A espada do estado de Cristiano III foi feita em 1551 por Johann Siebe. É feito de prata dourada e decorado com esmalte e tabela de corte de pedras preciosas. Antes da introdução da monarquia absoluta, a espada foi a primeira de regalia apresentado ao rei.

### Espada de honra de Cristiano IV
A espada foi usada para elogios e tem uma aderência do esmalte azul decorado com diamantes.

## A nova regalia

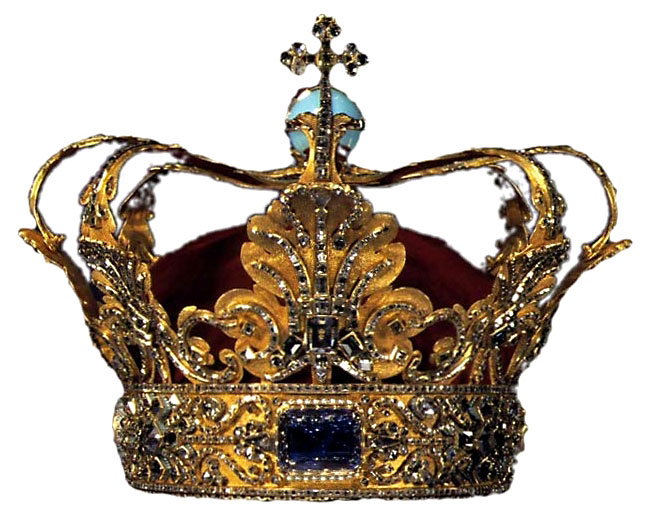
A coroa de Cristiano V

### A coroa de Cristiano V
Esta coroa é a coroa oficial que foi usada para as atribuições dos monarcas dinamarqueses absolutos até ao fim do absolutismo, em 1849. O primeiro monarca absoluto Frederico III queria que o seu filho e herdeiro, que seria mais tarde Cristiano V, estivesse na posse dos símbolos visíveis do poder no momento, ele próprio morreu e o seu filho herdou o título. Portanto, ele secretamente encomendou várias insígnias da coroa, incluindo uma coroa, para cercar a unção dos monarcas absolutos com tanta glória quanto possível.
A coroa foi usada primeiramente para a coroação de Cristiano V e a última vez para a coroação de Cristiano VIII em 1840. Hoje, a coroa é usada como um símbolo da monarquia e do estado. Seu uso apenas cerimonial é quando ela é colocada sobre o castrum doloris do falecido monarca.
A coroa é o sinal visível do poder real e foi feita pelo ourives real Paul Kurtz em Copenhaga nos anos 1670-1671. Como a coroa do primeira monarca absoluta foi feita como uma coroa fechada de olhar diferente do que as coroas abertas dos reis eleitos, possivelmente inspiradas na coroa imperial de Carlos Magno.

### A coroa da rainha
A rainha-consorte Charlotte Amalie de Hesse-Cassel não foi coroada e não usou uma coroa porque ela pertencia à igreja reformada e não foi, portanto, um membro da Igreja da Dinamarca. E também porque pensava-se ser desnecessária a coroa da rainha porque ela tinha o direito de usar qualquer regalia através de seu casamento com o rei.
No entanto, todos as rainhas consortes dos monarcas absolutos seguintes foram coroadas. Luísa de Mecklemburgo-Güstrow, a rainha do rei Frederico IV, foi coroada com uma coroa de rainha feita para ela, que foi angustiada por Frederico IV para coroar sua sucessora Ana Sofia Reventlow. No entanto Sophia Madalena de Brandemburgo-Kulmbach, a rainha do rei Cristiano VI, não queria usar a coroa usada por sua antecessora e teve uma nova coroa feita pelo joalheiro real Fabritius no ano de 1731.
Esta coroa é moldada como a de Cristiano V, mas só mais alta e mais estreita. É decorada com diamantes de mesa de corte que são assumidos para vir da coroa de Sofia Amalie de 1648.

### O cetro
O cetro foi feito por um ourives de Copenhaga desconhecido para a coroação de Frederico III em 1648. Ele é feito de ouro e termina em um botão esmaltado e alongado na parte inferior, decorado com costelas, cravejado de diamantes e um lírio esmaltado no topo com uma coroa real por cima dela.

### Globus cruciger

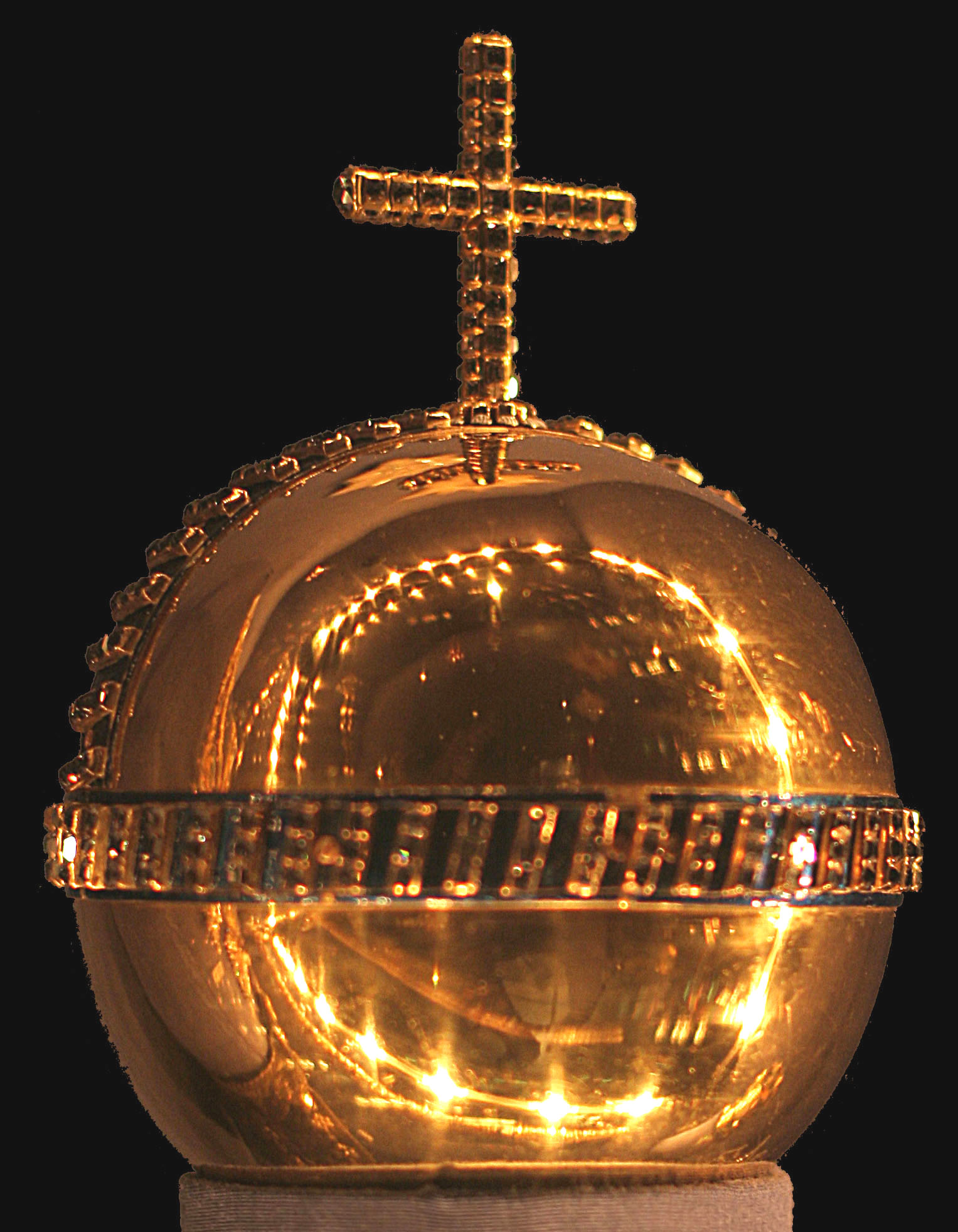
O Globus Cruciger da Dinamarca

O globus cruciger simboliza a supremacia do mundo cristão. É um Globo de ouro, decorado com uma banda de esmalte e diamantes. Além de tudo isso é um meio-círculo de esmalte e diamantes. Tem uma cruz cravejada de diamantes. Foi feito em Hamburgo para a coroação de Frederico III em 1648.

### Espada de Estado
A espada do estado simboliza a autoridade de proteger, punir e julgar do rei. A espada era originalmente um presente de casamento de Cristiano IV para o casamento de Frederico III em 1643. Foi utilizado para as atribuições de todos os monarcas absolutos e, provavelmente, para a coroação de Frederico III.
A sua guarda e a aderência é decorada com pedras preciosas. A espada tem um chape cravejado de diamantes, é coberta de veludo vermelho e está decorada com os brasões de armas de diferentes partes do Reino. Acima de cada brasão de armas está uma pequena coroa cravejada de diamantes.

### A ampola
A ampola foi usada para conter o óleo da unção. É um ouro cilindro e sua tampa esmaltado com uma variedade de flores e cravejado com diamantes de mesa de corte feitas por um desconhecido ourives de Copenhaga para a coroação do rei Frederico III em 1648 .